# ITF Men's World Tennis Tour

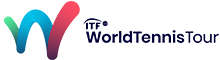
Logo dell’ITF World Tennis Tour

L'ITF Men's World Tennis Tour, conosciuto fino al 2018 come ITF Men's Circuit, è una serie di tornei di tennis maschile gestita dalla federazione internazionale del tennis, l'ITF. Questi tornei, noti fino al 2018 anche come Futures, rappresentano la più bassa categoria del tennis maschile professionistico, sotto Challenger, ATP Tour 250, ATP Tour 500, ATP Tour Masters 1000, ATP Finals e i tornei del Grande Slam. Scopo di questi tornei, inseriti nella regolare graduatoria ATP, è quello di permettere, in particolare ai giovani tennisti, di migliorare la loro classifica per giocare in tornei più importanti.

## Formato
Nel 2020 vi erano oltre 550 tornei ITF distribuiti in 70 paesi e suddivisi in due livelli: gli M15 con montepremi minimo di 15000 $ e gli M25 con montepremi minimo da 25000 $. Dal 1º gennaio al 5 agosto 2019 erano stati divisi in: ITF World Tennis Tour 25.000$, 15.000$ e Junior (riservato agli under 18). Per questo periodo gli ITF da 25.000$ erano stati gli unici a offrire punti ATP; i tornei da 15.000$ offrivano punti per la classifica ITF e gli ITF Junior mettevano in palio punti per la classifica Junior. Dal 5 agosto 2019 i tornei da 15.000$, che hanno preso il nome M15, danno di nuovo punti per il ranking ATP e la classifica ITF è stata soppressa. I tornei da 25.000$ hanno preso il nome M25. Il nuovo regolamento è strutturato anche per permettere ai tennisti del circuito juniores di competere con i giocatori di livello superiore e progredire nel ranking mondiale. Nei tabelloni principali degli M15 vi sono posti riservati a tennisti classificati tra i migliori 100 nelle graduatorie juniores.

## Distribuzione dei punti
I punti guadagnati nei tornei ITF vengono inseriti nel conteggio dei ranking ATP il secondo lunedì dopo la conclusione del torneo. Con le modifiche apportate nell'estate 2020, i punti dei ranking ATP sono distribuiti come dalla tabella che segue e valgono per il singolare e per il doppio:

Aggiornata alla modifica ATP del gennaio 2022.
| Categoria del torneo | Vincitore | Finalista | Semifinale | Quarti | Ottavi | Sedicesimi |
| -------------------- | --------- | --------- | ---------- | ------ | ------ | ---------- |
| M25 / M25+H          | 25        | 16        | 8          | 3      | 1      | 0          |
| M15 / M15+H          | 15        | 8         | 4          | 2      | 1      | 0          |

I punti vengono assegnati ai vincitori dei tornei e ai perdenti dei turni indicati. Non vengono concessi punti a chi perde al primo turno.